# Caesiummanganat
Caesiummanganat ist eine anorganische Verbindung aus der Gruppe der Manganate.

## Herstellung
Caesiummanganat entsteht als eines der Produkte bei der thermischen Zersetzung von Caesiumpermanganat.
Es kann auch durch die Reaktion von Caesiumoxid mit Mangandioxid in gereinigtem Sauerstoff hergestellt werden.

## Eigenschaften
Werden Caesiummanganat oder verwandte Verbindungen auf über 1000 Kelvin erhitzt, entsteht molekulares, gasförmiges Caesiummanganat. Caesiummanganat ist isostrukturell zu Caesiummolybdat (orthorhombisch, Raumgruppe Pnma (Raumgruppen-Nr. 62)) und weist wie letztere Verbindung einen Phasenübergang zu einer hexagonalen Struktur auf.